# Séguéla
Séguéla er en by i den vestlige Elfenbenskysten. Den er sæde for både distriktet Woroba  og Worodougou-regionen. Den er også en kommune og sæde for og et underpræfektur i Séguéla departementet.
Séguéla betjenes af Séguéla Lufthavn.
I 2021 var befolkningen i subpræfekturet Séguéla 103.905.

## Landsbyer
De 42 landsbyer i sub-præfekturet Séguéla og deres befolkning i 2014 er:
1. Bemasso (143)
2. Fizanigoro (195)
3. Gbena (1.307)
4. Séguéla (46.189)
5. Banandjé (363)
6. Békro (174)
7. Dangbasso (371)
8. Diarabala (212)
9. Djamina (359)
10. Flana (166)
11. Gbalo (649)
12. Gbéna (212)
13. Gbingoro (648)
14. Gbofraka (348)
15. Gbohovo (371)
16. Gbolo (532)
17. Gbona (589)
18. Gnahoulégo (244)
19. Kamana (284)
20. Kavéna (333)
21. Kénégbè-Sud (589)
22. Kromina (196)
23. Linguékro (477)
24. Mamourla (282)
25. Manguilo (138)
26. Ména (250)
27. Messoromasso (176)
28. Mouina (767)
29. Niangoro (232)
30. Ouahama (1.050)
31. Ouahi (685)
32. Ouéla Katogola Ou Djiguibasso (349)
33. Sakouasso (177)
34. Séna (410)
35. Siakasso 1 (724)
36. Soba (635)
37. Sokoura (163)
38. Somina (427)
39. Sotiéma (118)
40. Sualla (499)
41. Téguéla (1.579)
42. Trafesso (162)